# Catenophorus congonus
Catenophorus congonus is een keversoort uit de familie snuitkevers (Curculionidae). De wetenschappelijke naam van de soort werd in 1956 gepubliceerd door Nunberg.